# Bacillus rossius

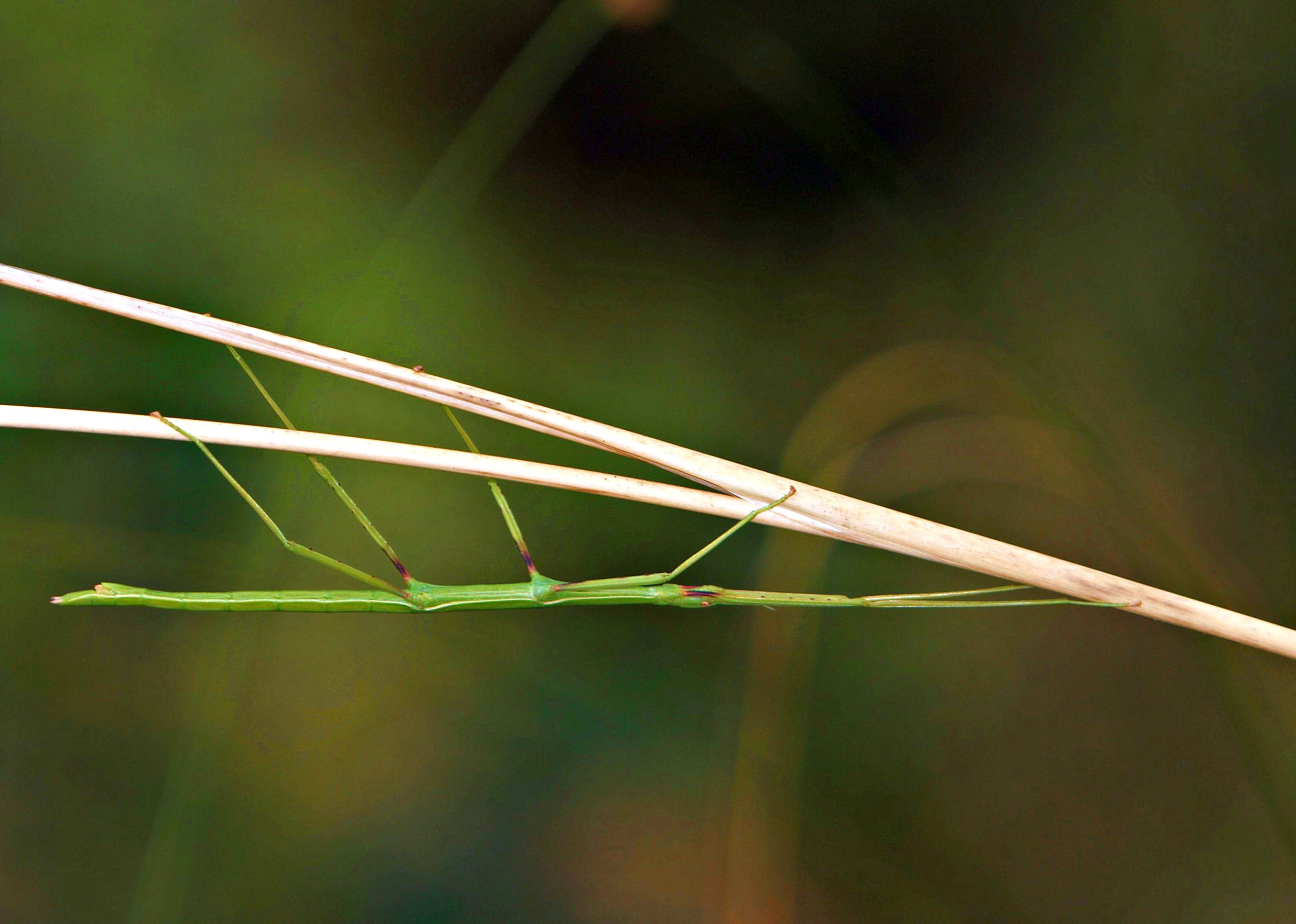
B. rossius ngụy trang

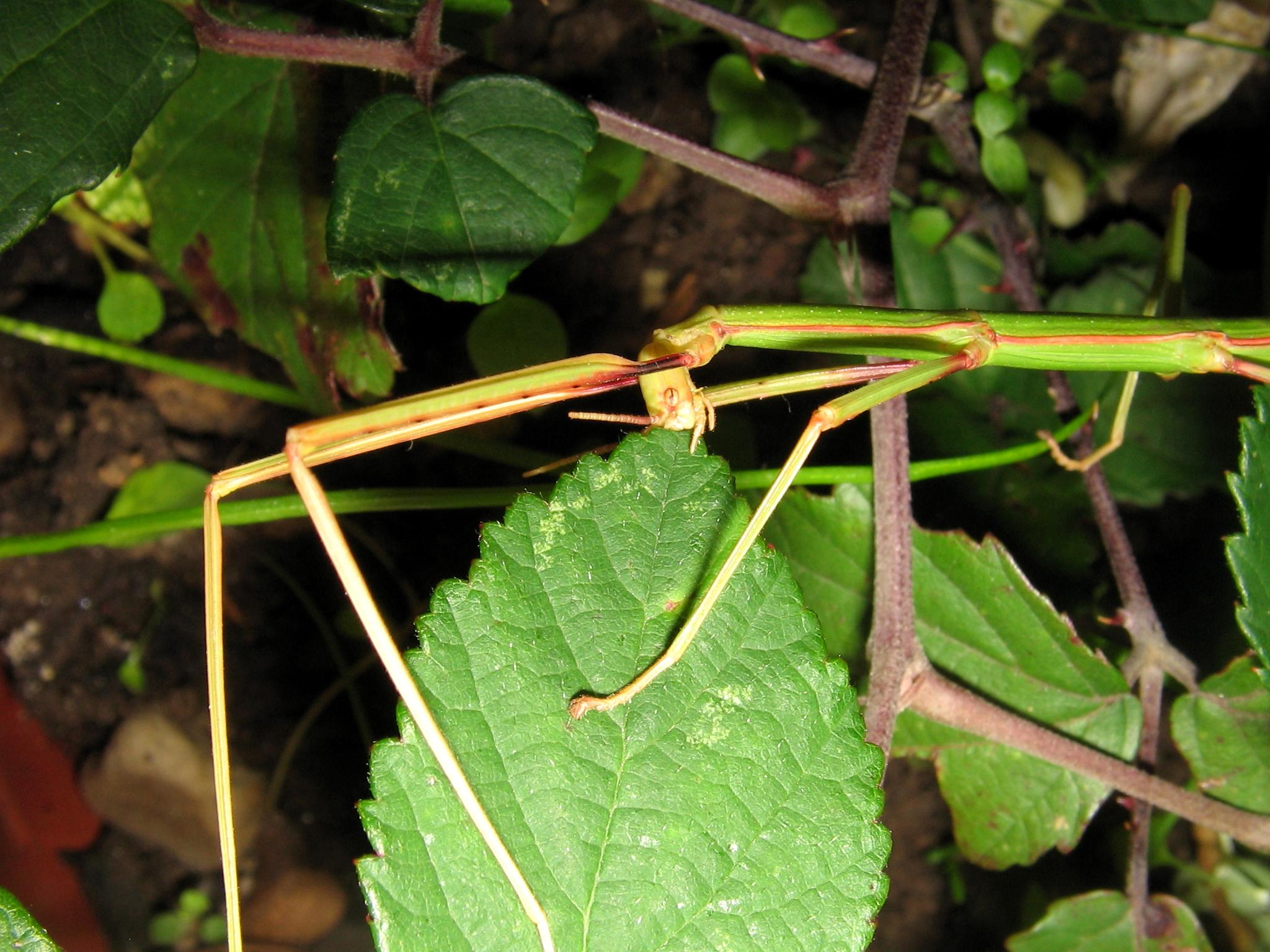
Ăn lá Rubus ulmifolius

Bacillus rossius là một loài bọ que phổ biến ở Châu Âu. Loài này được tìm thấy ở miền tây bắc Địa Trung Hải, đặc biệt tại Tây Ban Nha, miền nam Pháp, Ý và Balkan.

## Hình ảnh

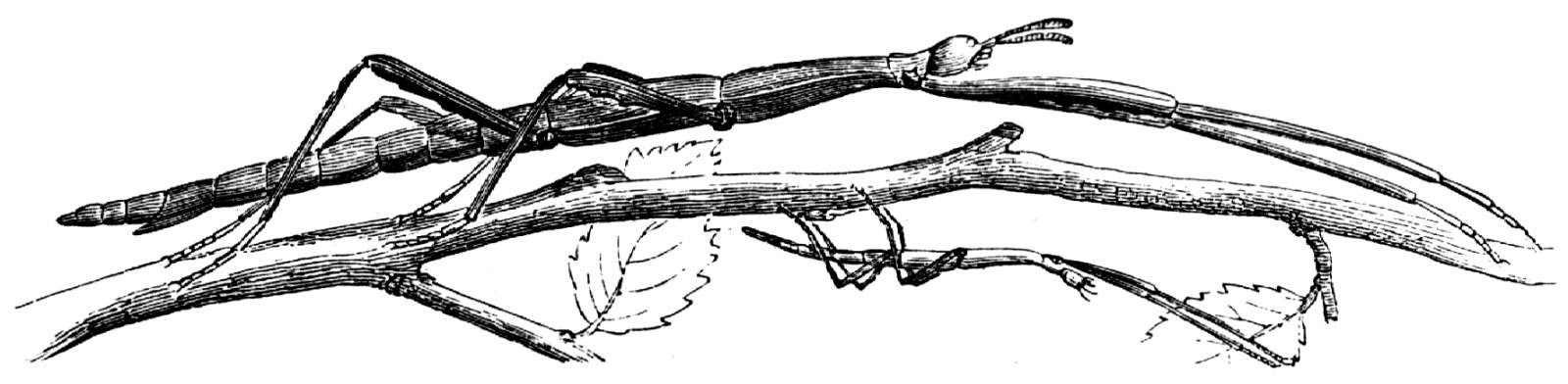
Adult and larva
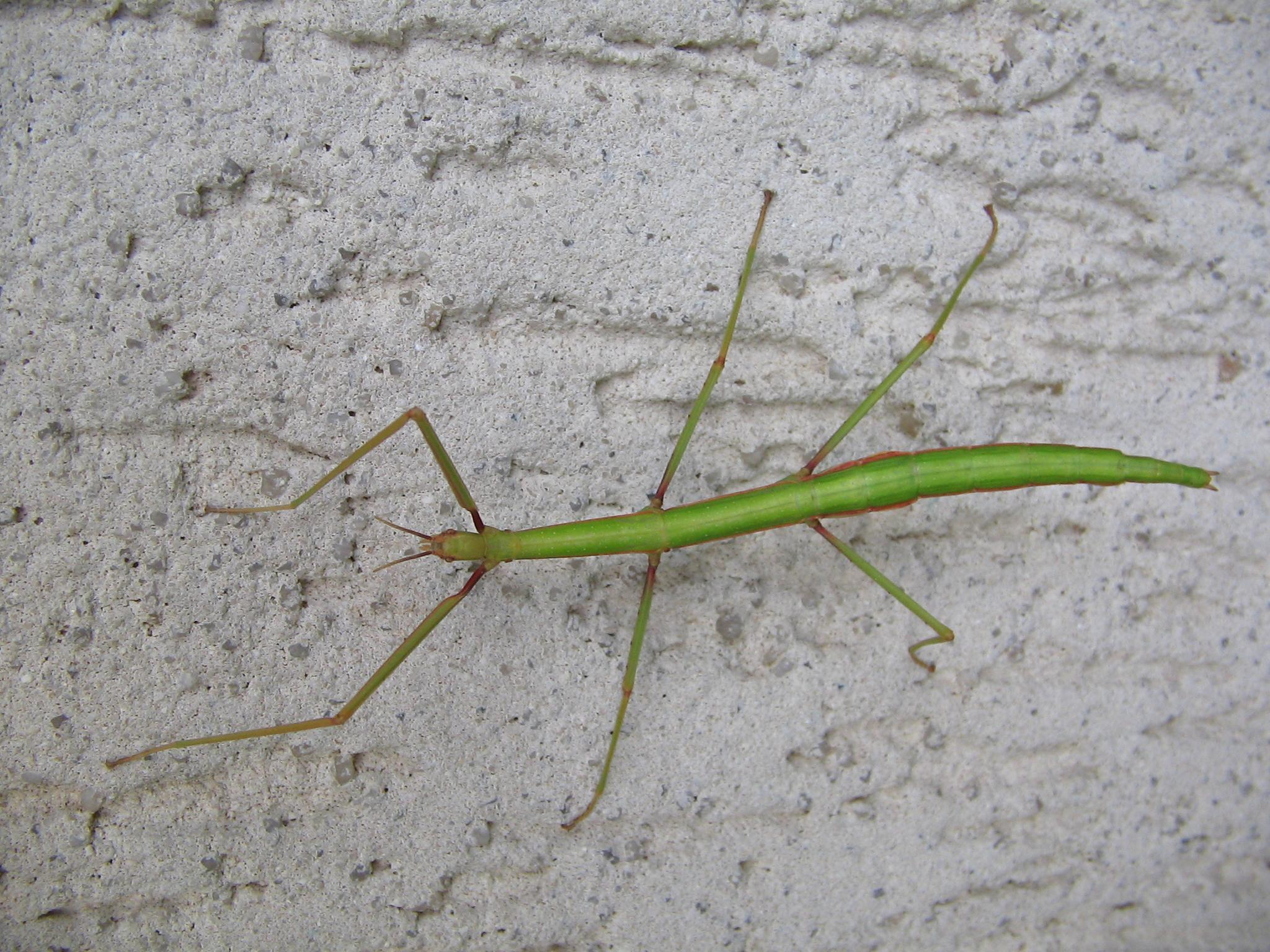
Con cái
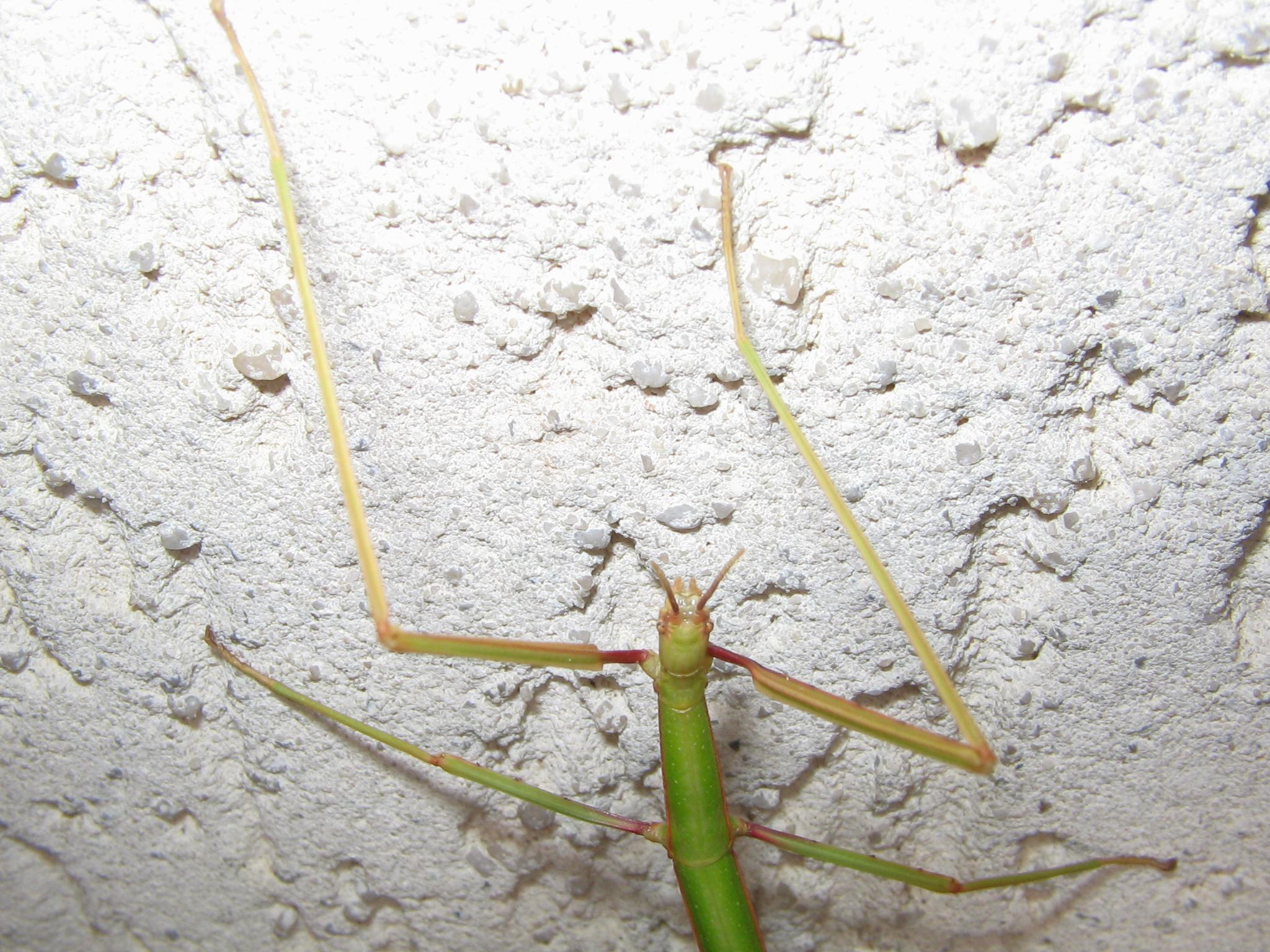
Con cái (đầu)
- Bãi cỏ (video)